# 1954 في الكويت
تحتوي هذه المقالة على أهم الأحداث التي شهدتها الكويت في 1954، إضافة إلى أهم الشخصيات الكويت التي وُلدت أو تُوفيت في هذه السنة.

## أحداث
- تأسيس شركة طيران الخطوط الجوية الكويتية.[1]
- صدور مجلة الكويت اليوم جريدةً رسميةً حكوميةً.[1]

## مواليد
- 6 سبتمبر – إبراهيم الربيعة – عداء سريع كويتي، تنافس في سباق التتابع 4 × 100 متر للرجال في دورة الألعاب الأولمبية الصيفية عام 1976.[2]
- رابحة[3] –  مغنية كويتية. توفيت في صباح 18 مارس 2011 في الكويت عن عمر ناهز 57 عامًا.[4]
- سعد الحوطي – لاعب كرة قدم كويتي
- سعود بوحمد – لاعب كرة قدم كويتي
- صالح العصفور – لاعب كرة قدم كويتي
- عبد الحميد الرفاعي – ممثل كويتي
- عبد الحميد دشتي – سياسي كويتي
- عبد العزيز العنبري – لاعب كرة قدم كويتي
- عدنان المطوع – سياسي كويتي
- فهد الميع – نائب رئيس مجلس الأمة الكويتي الأسبق
- فيصل الشايجي – ممثل كويتي
- مبارك الدويلة – سياسي كويتي
- محمد كرم – لاعب كرة قدم كويتي
- ناصر الغانم – لاعب كرة قدم كويتي